# Evangelische Pfarrkirche Bad Aussee

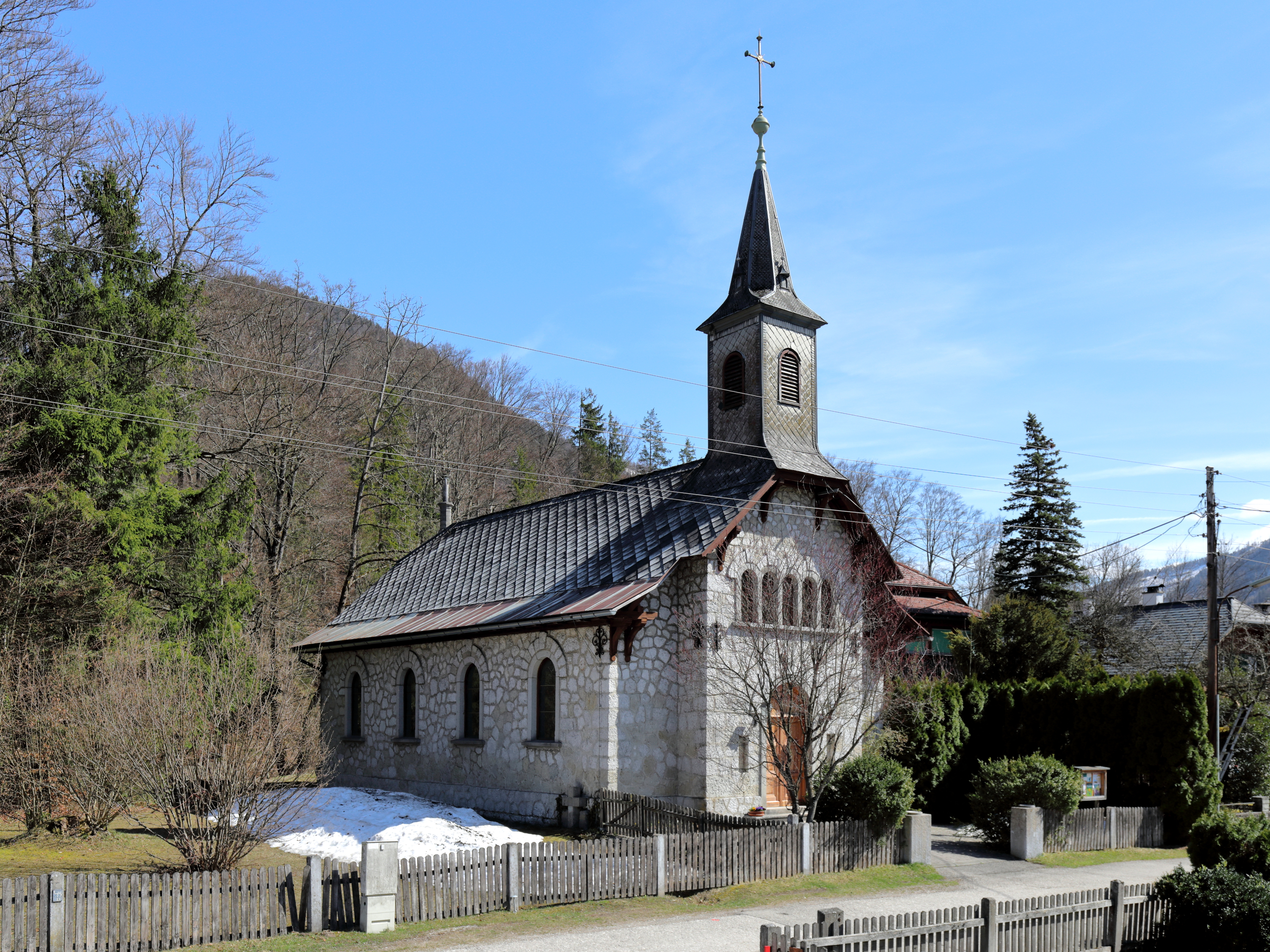
Evangelische Pfarrkirche Bad Aussee

Die Evangelische Pfarrkirche Bad Aussee, auch Jesuskirche, steht an der Hugo-Cordignano-Promenade in der Stadtgemeinde Bad Aussee im Bezirk Liezen in der Steiermark. Die evangelisch-lutherische Pfarrkirche gehört zur Evangelischen Superintendentur A. B. Steiermark der Evangelischen Kirche A.B. in Österreich. Die Kirche steht unter Denkmalschutz (Listeneintrag).

## Geschichte

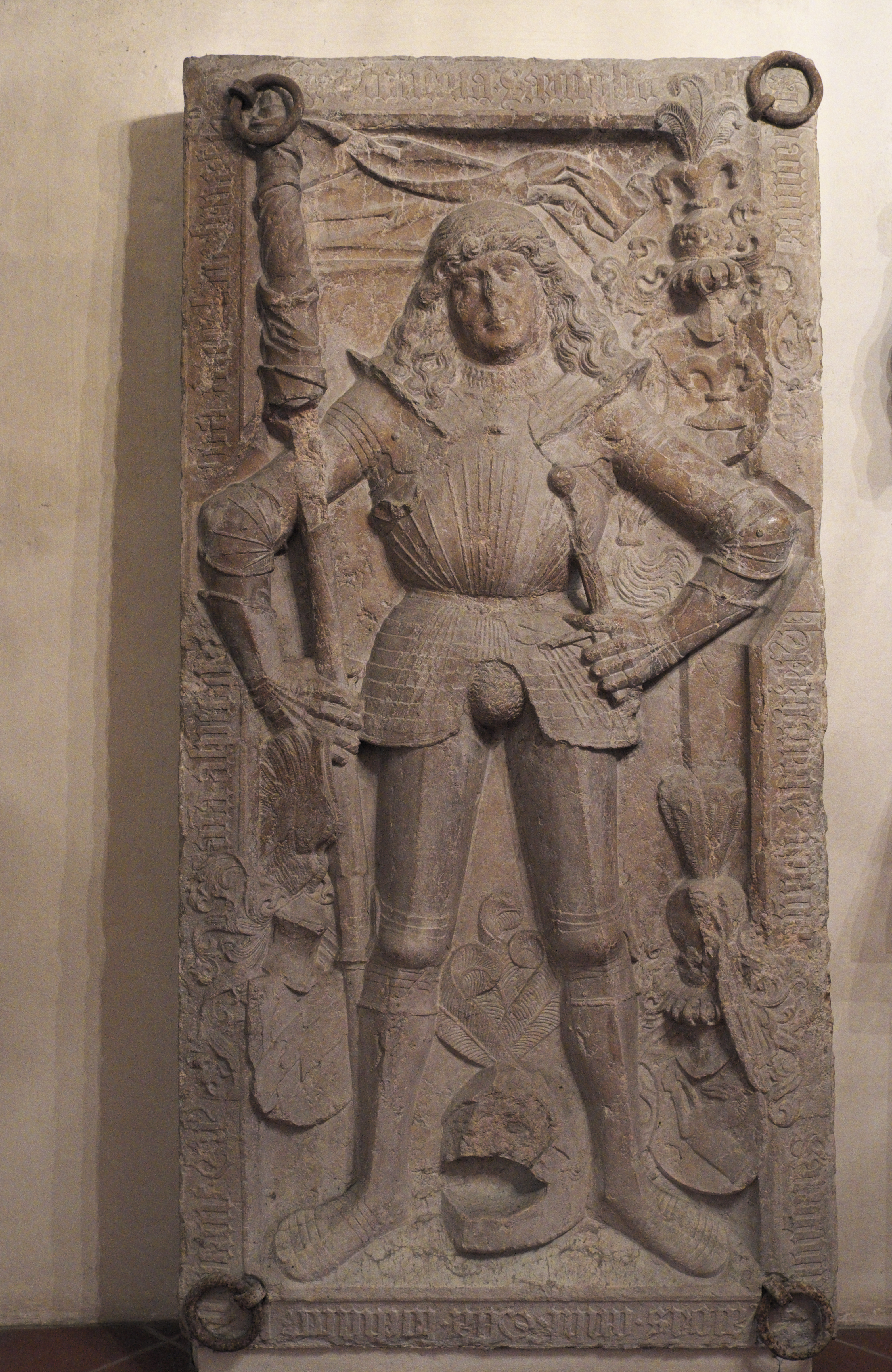
Grabplatte des Hans Herzheimer in der Katholische Pfarrkirche Bad Aussee

Bereits im Jahre 1518 war der Ausseer Hallamtsverweser Hans Herzheimer mit Martin Luther zusammengetroffen und von seinen Lehren so beeindruckt war, dass seine Söhne anschließend in Wittenberg studierten. Durch seinen Einfluss und den seiner Nachfolger im Amt etablierte sich bis 1550 das evangelische Bekenntnis in Bad Aussee, so dass in der Pfarrkirche der Stadt der Gottesdienst nach evangelischem Ritus gefeiert wurde und nur die  Bürgerspitalkirche den Katholiken verblieb. 1599 wurde mit dem Einzug der Gegenreformation die evangelische Gemeinde aufgelöst. Erst der Aufstieg Bad Aussees zum Kurort im 19. Jahrhundert bewirkte dann wieder den Zuzug Evangelischer, so dass 1899 der erster evangelische Gottesdienst im Kurhaus stattfand und eine Tochtergemeinde von Goisern gegründet wurde, bevor sie 1921 selbständige Pfarrei wurde. 1908 erfolgte der Bau der Pfarrkirche. Im Pfarrgebiet von Bad Aussee entstanden 1934 in Bad Mitterndorf die Kreuzkirche und 1954 in Stainach die Dreieinigkeitskirche, die dann 1959 zur eigenen Pfarre erhoben wurde.

## Architektur
Die nach einer Vorlage in dem von Julius Zeißig 1902 im Auftrag des Gustav-Adolf-Vereins herausgegebenen Tafelwerk Muster für kleine Kirchenbauten errichtete und 1908 geweihte Jesuskirche in Bad Aussee stellt einen einfachen, im Rundbogenstil entworfenen Bruchsteinbau dar, dessen unverputzte Außenmauern ein sorgfältig gearbeitetes Polygonalmauerwerk zeigen. Dem vorspringenden Fassadenrisalit ist ein Dachreiter mit achtseitigem Spitzhelm aufgesetzt, das Innere ist mit einem offenen Sparrendach und einer hölzernen Empore ausgestattet. Die flache Altarnische enthält eine Kreuzigungsgruppe, begleitet von einem Hüttenarbeiter und einem Bergmann.